# Jones Day

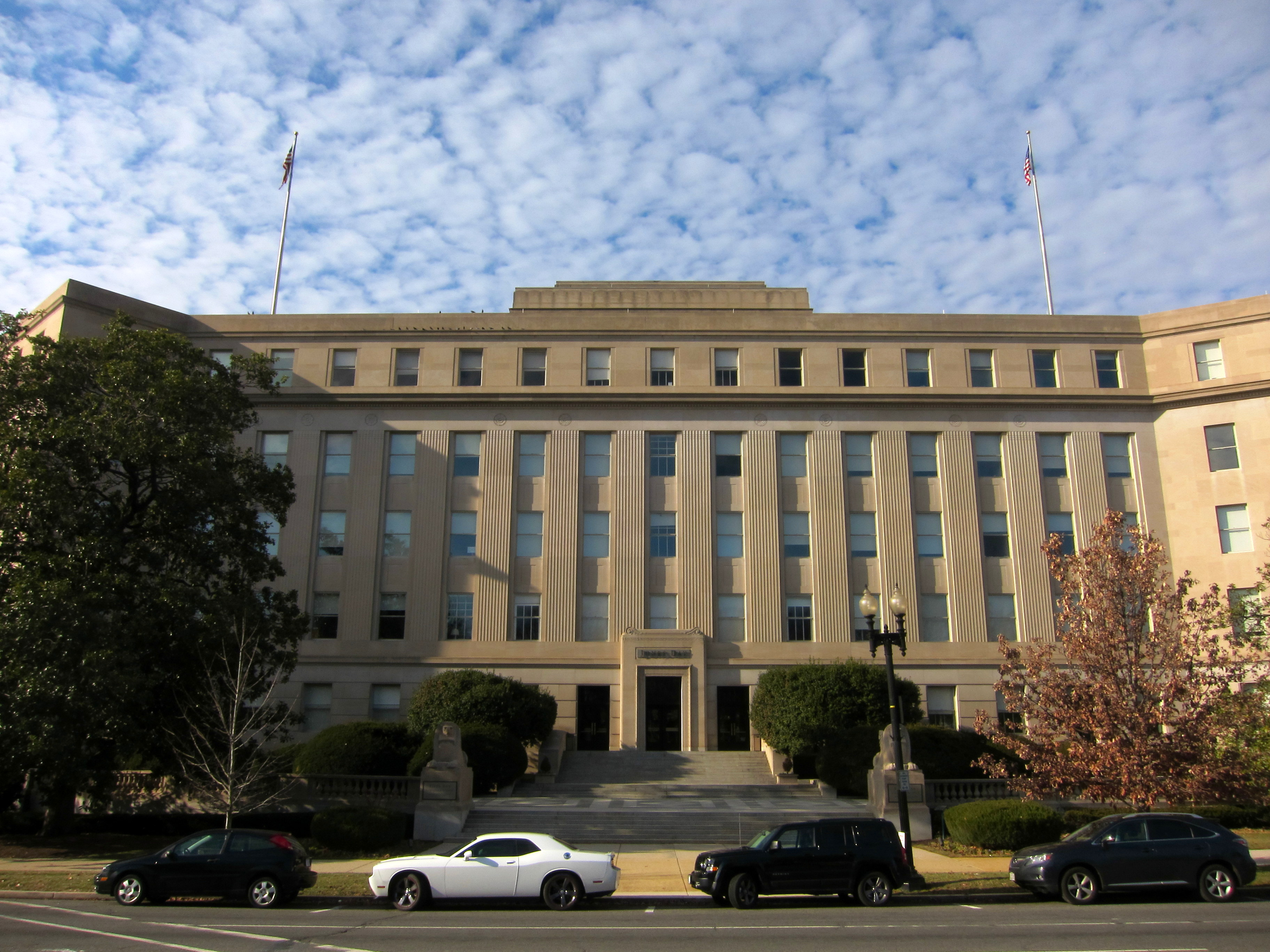
Firmensitz von Jones Day in Washington, D.C.

Jones Day ist eine internationale Wirtschaftskanzlei mit rund 2500 Anwälten an über 30 Standorten weltweit, darunter drei deutschsprachige Standorte in Frankfurt (seit 1991), München (seit 2003) und Düsseldorf (seit 2012).

## Geschichte
Jones Day wurde im Jahr 1893, damals noch unter dem Namen Blandin & Rice, in Cleveland, Ohio von den Anwälten Edward J. Blandin und William Rice gegründet. In den ersten Jahrzehnten nach der Gründung vertrat die Firma hauptsächlich Klienten aus der Eisenbahn- und Rohstoffbranche. Die Firma wurde im Laufe der Zeit mehrfach umbenannt, da neue Partner und Geschäftsführer aufgenommen wurden, unter anderem nachdem der Firmengründer William Rice im Jahr 1910 ermordet worden war. Später fusionierte die Firma mit anderen Anwaltskanzleien. Bis 2003 firmierte das Unternehmen unter Jones, Day, Reavis & Pogue. Den verkürzten heutigen Namen Jones Day trägt die Firma offiziell seit dem Jahr 2003.
Im Rahmen der Präsidentschaftswahl in den Vereinigten Staaten 2020 geriet die Kanzlei wegen ihrer Verbindungen zu Donald Trump in die Kritik. Die Kanzlei vertritt die Republikanische Partei in Pennsylvania in einer Auseinandersetzung um rechtzeitig abgegebene, aber verspätet eingegangene Wahlzettel. Der Rechtsstreit ist Teil einer juristischen Kampagne, mit der die Republikaner versuchen, das Wahlergebnis vor den US-Gerichten anzugreifen. Jones Day beriet die Republikaner und die Kampagne von Donald Trump auch in weiteren Rechtsfragen, unter anderem zu der von Robert Mueller geführten Sonderermittlung zur Beeinflussung des Wahlkampfs in den Vereinigten Staaten 2016. Daneben gibt es personelle Verbindungen zwischen der Kanzlei und der US-Regierung unter Donald Trump. Der juristische Fachverlag JUVE bezeichnete Jones Day als "Hauskanzlei des amtierenden Präsidenten".